# 언어학자 목록
다음은 언어학자 목록이다.

## A-Z
- B. F. 스키너
- J. R. R. 톨킨

## ㄱ
- 구노 스스무
- 긴다이치 교스케
- 길라드 추커만

## ㄴ
- 노엄 촘스키
- 니콜라스 포페
- 니콜라이 트루베츠코이

## ㄷ
- 대니얼 존스 (음성학자)
- 데이비드 크리스털

## ㄹ
- 레너드 블룸필드
- 레이 제켄도프
- 로랑 사가르
- 로버트 블러스트
- 롤랑 바르트
- 루도비코 라자로 자멘호프
- 루돌프 카르나프
- 리처드 몬터규
- 링귀스트 리스트

## ㅁ
- 맥 매큔
- 모리스 스와데시
- 모리스 할레
- 모토오리 노리나가

## ㅂ
- 바르트리하리
- 벤자민 리 워프
- 부크 카라지치
- 빅토리아 프롬킨
- 빌헬름 그루베
- 빌헬름 폰 훔볼트

## ㅅ
- 새뮤얼 마틴
- 스티븐 핑커
- 시쿼야

## ㅇ
- 아우구스트 슐라이허
- 알렉산더 보빈
- 앙투안 메이예
- 앤드루 카니
- 앤서니 버제스
- 앨런 프린스
- 앨프리드 크로버
- 야코프 그림
- 에드워드 사피어
- 에드워드 클리마
- 에밀 네스토르 세탤래
- 에밀 뱅베니스트
- 엘리에제르 벤 예후다
- 오노 스스무
- 오토 예스페르센
- 와타나베 쇼이치 (언어학자)
- 요세프 도브로프스키
- 윌리엄 라보프
- 윌리엄 스토키
- 윌리엄 존스 (문헌학자)

## ㅈ
- 자오위안런
- 저우유광
- 제리 포더
- 제임스 머리 (사전 편찬자)
- 제임스 커티스 헵번
- 조슈아 피시먼
- 조안 브레즈넌
- 조지 레이코프
- 조지 반 드림
- 조지프 그린버그
- 존 랭쇼 오스틴
- 존 루퍼트 퍼스
- 존 매카시 (언어학자)
- 존 새뮤얼 케년
- 존 설
- 존 채드윅

## ㅋ
- 카를 브루크만
- 켄 런디
- 크리스토퍼 벡위스
- 클로드 피롱

## ㅌ
- 테브피크 에센치
- 테오필 카르

## ㅍ
- 파니니
- 파울 부르스마
- 폴 그라이스
- 폴 키파스키
- 프란 레브스티크
- 프란츠 보아스
- 프란츠 보프
- 피터 트루질

## ㅎ
- 하시모토 만타로